# 杜嘉祺
杜嘉祺爵士（英語：Sir Mark Edward Tucker，1957年12月29日—），英國銀行家和會計師，2017年起出任滙豐控股有限公司集團主席，此前曾於2005年至2009年出任英國保誠有限公司集團行政總裁、2010年至2017年出任友邦保險控股有限公司首席執行官兼總裁（2011年前稱主席兼首席執行官），在香港從事金融業和保險業超過30年。
杜嘉祺在1986年加入英國保誠，1994年參與創立保誠集團亞洲有限公司，並出任行政總裁。雖然在2003年一度離開保誠，但他於2005年重返保誠並升任行政總裁。
2009年，杜嘉祺離開保誠，翌年轉到競爭對手友邦保險出任首席執行官，任內於2010年帶領友邦上市，集資額達1,590億港元，是當時歷史上第三大首次公開招股。
2017年，杜嘉祺轉任滙豐控股主席，任內表態反對分拆亞洲業務的建議，並著手縮減歐美業務，加強聚焦亞洲，以及設法加強與中國內地和香港特別行政區政府的關係。2019冠狀病毒病疫情爆發期間，滙控在2020年至2023年間罕有地暫停定期派發季度股息，一度引起很多股東不滿。

## 生平

### 早年生涯
杜嘉祺1957年12月29日生於英國倫敦，父親任職兒童心臟病科專科醫生，母親是雕塑家和藝術家。他早年是職業足球學員，曾為狼隊足球會、羅奇代爾足球會和班列特足球會出場，但從未參加過一線隊比賽。退役後，杜嘉祺在利茲大學修讀紡織管理，1980年獲榮譽文學士學位畢業後於同年加入普華會計師事務所擔任稅務顧問，1985年獲得英格蘭及威爾斯特許會計師資格。2022年7月，他獲母校利茲大學頒授名譽法學博士學位。

### 商業生涯
1986年，杜嘉祺加入英國保誠有限公司集團，多年來在英國、香港和美國擔任不同崗位。他最初在英國保誠集團旗下的英國普信投資管理有限公司短暫擔任北美投資營運部總監，隨後於1986年至1987年轉任英國保誠風險投資經理有限公司財務總監。1987年至1989年，他改任英國保誠集團助理董事，其後於1989年至1992年調往香港擔任英國保誠保險有限公司（香港）總經理，以及在1992年至1993年外派美國出任傑克遜國民人壽擔任高級營運副總裁。1994年，杜嘉祺負責創立保誠集團亞洲有限公司，出任行政總裁，1999年起兼任母公司英國保誠集團的執行董事，任內成功把業務據點由三個拓展至12個。然而，由於感到在保誠缺乏進一步的晉升機會，他在2003年離開保誠，翌年加入經營銀行和保險業務的HBOS擔任集團財務董事。
2005年初，時任保誠行政總裁潘博文（Jonathan Bloomer）黯然離任，為未能撮合保誠與美國保險企業美國通用（American General）合併，以及未能成功出售保誠旗下經營網上銀行業務的蛋頭銀行（Egg Banking）負責。同年3月，杜嘉祺重返英國保誠集團接任行政總裁，任內於2008年加強與渣打銀行在亞洲銀保業務方面的長期合作。在任四年後，他於2009年3月宣布將於同年9月底卸任，他當時表示已經實現了在崗位上希望達成的所有目標，離開「全屬個人決定」，但同時強調自己無意退休，並表示「自己至少還有一項重要工作」。
事實上，杜嘉祺在2009年離開保誠後，旋於翌年7月加入亞洲地區的競爭對手友邦保險控股有限公司出任首席執行官，任內分別於2010年至2011年和2011年至2017年兼任主席和總裁一職。此外，他曾於2009年6月至2012年5月出任英倫銀行非執行董事，並兼任轄下的金融市場穩定委員會和審計及風險委員會成員，以及於2012年至2017年出任美國投資銀行高盛集團公司獨立非執行董事。在友邦保險任職期間，他帶領公司從陷入財困的母公司美國國際集團（AIG）分拆出來，並在2010年10月成功帶領友邦在香港交易所上市。該次上市共發行80.8億股，集資1,590億港元，當年是全球史上第三大首次公開招股（截至2024年為第六大），友邦亦一躍而成全球最大的泛亞地區獨立上市人壽保險集團，當時涵蓋的市場地區多達18個。杜嘉祺在2017年6月離任友邦首席執行官一職，這時友邦的市值較2010年上市時上漲超過一倍，達6,005億港元。在友邦任職七年間，他從友邦獲得包括薪金、長期花紅、紅股和認股權等在內的所有收入，接近7.5億港元。

### 滙控主席
2017年3月，滙豐控股有限公司集團宣佈將委任杜嘉祺接替范智廉（後為爵士）出任主席，待同年6月正式離開友邦後，其任命於10月1日正式生效。相比在友邦一年最高總收入曾高達1.2億港元，杜嘉祺出任滙控主席的每年總收入僅介乎約1,500萬至1,700萬港元。在任滙控主席期間，如何處理滙控與其單一最大股東中國平安保險的關係，是他的其中一項考驗。2017年，平安保險在滙控的持股比重高於5%後，提出要求在滙控董事會取得一席，但傳聞指出雖然平安保險董事長馬明哲與杜嘉祺有多年交情，但有關要求被杜嘉祺拒絕。到2022年，平安保險提出把滙控的亞洲業務分拆，但杜嘉祺與滙控行政總裁祈耀年（後為爵士）均表示不可行。其後在2023年5月舉行的滙控股東周年大會上，一項關於把滙控亞洲業務分拆的特別議案被超過80%投票的股東以大比數否決。與此同時，平安保險亦投票反對重選主席杜嘉祺連任董事，但未能成功。在2024年4月的香港股東非正式會議上，杜嘉祺再度強調不會考慮分拆亞洲業務。

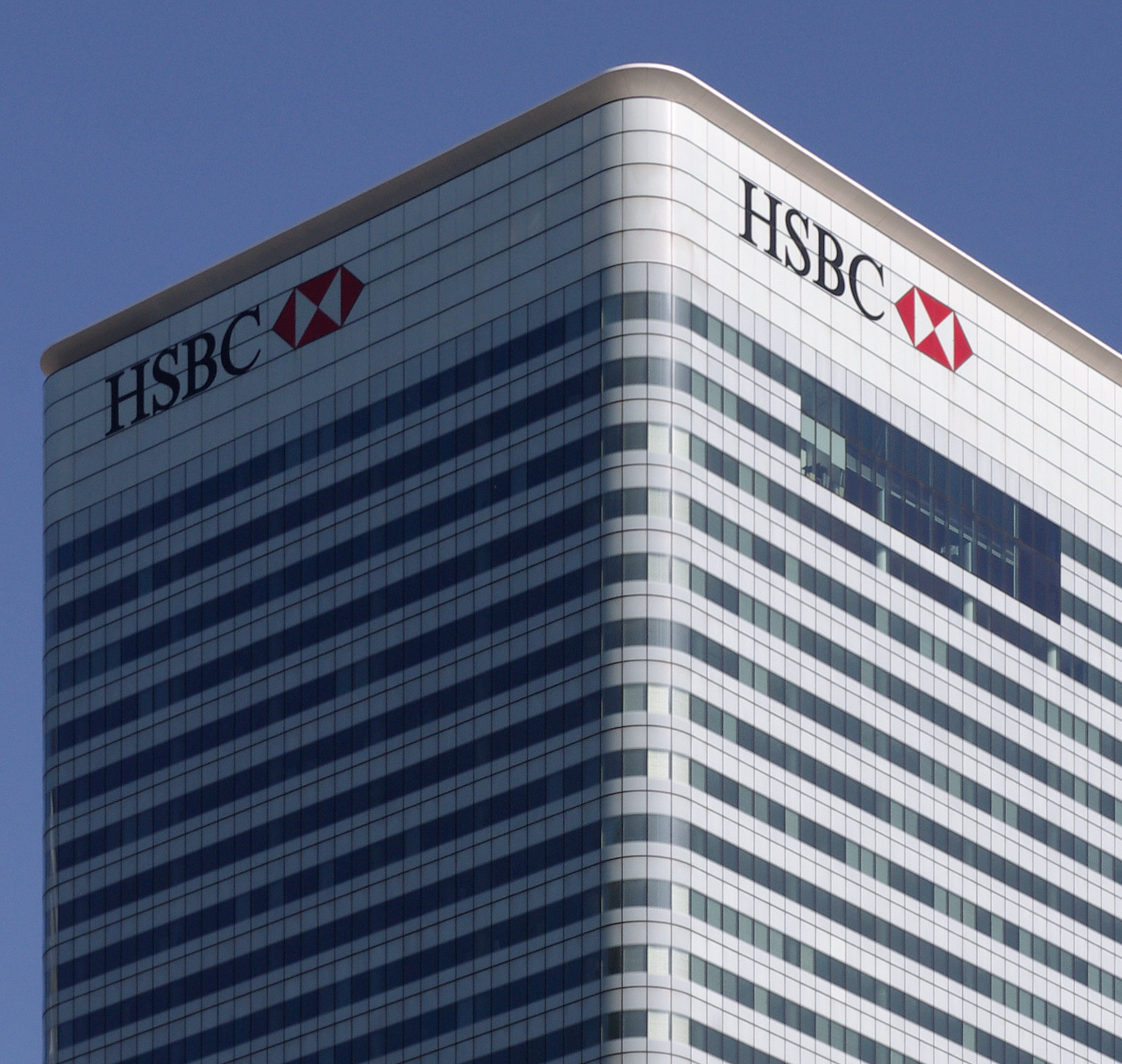
滙豐控股有限公司集團在杜嘉琪擔任主席任內，決定於2027年遷出其位於英國倫金絲雀碼頭加拿大廣場8號的總部（圖）

另一方面，杜嘉祺與中華人民共和國政府和香港特別行政區政府維持友好關係。上任滙控主席後不久，滙豐前海證券有限責任公司在2017年12月7日正式開業，是中國內地首家外資控股證券商。2019年香港反修例運動期間，滙控在當年8月於香港多份報章刊登廣告，以「滙豐呼籲　以溝通解決分歧」為題，對任何暴力和破壞社會秩序的行為予以強烈譴責，並支持以和平方式尋求解決方法，以及希望為中國未來的經濟作出貢獻。同年9月，中國中央電視台播出杜嘉祺的專訪，他在節目中「強烈譴責任何形式的暴力，譴責任何危害當地社區的行為。因為我們的顧客、員工和持股人也住在那裡，我們非常擔憂」，又稱滙控「對香港的金融中心地位充滿信心，將繼續深耕中國市場，擴大在中國的投資」。
2020年，滙控因協助美國政府調查華為孟晚舟案，一度有傳言指滙控會被中國政府列入《不可靠實體清單》，但最後沒有成事。此外，自《中華人民共和國香港特別行政區維護國家安全法》在2020年6月生效後，滙豐應香港警務處要求在同年年底開始凍結多名包括前香港立法會議員許智峯等流亡海外及正受調查的泛民主派人士的銀行帳戶，有關做法促使來自英國、德國、美國和日本等地超過50名議員和政界人士在2021年2月向杜嘉祺發聯署信，對許智峯及其家人的銀行帳戶被凍結表達「高度關注」，並要求滙豐盡快解凍有關帳戶。2021年7月，歐洲跨黨派組織「對華政策跨國議會聯盟」再向杜嘉祺發信批評他拒絕會面討論有關事宜，而傳媒也報稱杜嘉祺曾表示除非有關的討論不會有任何抵觸《港區國安法》的可能，否則不會考慮與該「聯盟」會面。
2022年7月，滙控證實其滙豐前海證券有限責任公司已經成立共產黨支部，是內地外資銀行當中的首例。2024年1月22日，中國國家副主席韓正在北京會見杜嘉祺，韓正在會上歡迎滙控等國際金融機構「繼續積極參與中國金融領域改革開放」，又希望滙控「用好自身優勢，深化同中方互利合作，為鞏固提升香港國際金融中心地位作出新的貢獻」。杜嘉祺則高度讚揚中國經濟發展成就，強調滙控「對華投資信心堅定，將積極參與中國高質量發展和高水平對外開放，支持香港國際金融中心建設，推動英中互利合作取得更多成果」。
受2019冠狀病毒病疫情打擊，過去有定期派發季度股息的滙控，突然在2020年4月宣布因應英國金融監管部門要求，撤回派發2019年末期息的決定，事後杜嘉祺需要親自致電滙控主要投資者解釋有關決定。滙控決定暫停派息十分罕見，繼而引起很多股東不滿，有股東隨即成立「滙豐小股東權益大聯盟」，數天內聯絡超過3,000名實名股東加入，佔已發行股份的2%。該聯盟一度計劃集合5%股份，迫使滙控舉行特別股東大會回應聯盟提出撤回暫停派息決定等訴求，甚至計劃考慮入稟法院希望推翻滙控的決定。此外，時任全國政協副主席梁振英也一度發聲，呼籲滙控兩名香港非執行董事利蘊蓮和史美倫辭職，以及社會各界「在香港和內地的業務上杯葛滙豐」。
然而，滙控其後再停止派發2020年首三季股息，只派末期息每股15美仙，在2021年和2022年也連續兩年只派發第二季和末期股息。滙控停派季度股息的決定導致其股價受到衝擊，在香港交易所的股價由疫情前的2019年高見每股60港元以上，跌至2020年9月最低報每股28.2港元。為控制成本，滙控亦大幅裁減人手，精簡架構；而順應疫情以來日益流行的彈性工作模式，滙控在2022年9月宣布計劃遷出其位於倫敦金絲雀碼頭加拿大廣場8號的總部大樓，並於翌年6月透露將於2027年把總部遷到倫敦市聖保羅大教堂附近的英國電訊前總部大樓。新總部樓面面積約55.6萬平方英尺，比原有總部縮減一半。
隨著疫情退卻，滙控由2023年起恢復派發季度股息，並由2021年10月恢復自2019年9月以後停止的回購股份行動，截至2024年7月合共回購的股份總值高達130億美元，而滙控股價亦在2023年6月重上每股60港元的水平。與此同時，銳意推動「重返亞洲」策略的滙控在杜嘉祺任內積極著手撤出北美洲的零售銀行市場，並在2024年6月完全撤出加拿大的零售銀行業務，而滙控在法國和阿根廷的零售銀行業務也相繼在2024年售出，此舉有助滙控減少虧損，以及把資源投放到其他回報更高的業務。
杜嘉祺領導滙控任內，領導層亦有不少更動，其中杜嘉祺在2017年10月上任滙控主席後同月，滙控宣布時任行政總裁歐智華將於翌年2月卸任，由零售銀行及財富管理行政總裁范寧接任。然而，范寧上任一年多後，突然在2019年8月宣布辭職，即時生效，引起市場關注。事後，滙控委任環球工商金融行政總裁祈耀年出任臨時行政總裁，到2020年3月正式出任行政總裁。2024年4月，祈耀年宣布有意卸任，但會留任至集團物色到新的接任人為止。杜嘉祺隨後於7月宣布由集團財務總監艾橋智接任行政總裁，由9月起生效。

### 重返友邦
2025年5月1日，滙控在官方新聞稿中表示，杜嘉祺有意在2025年底前退任集團主席。隨後，在6月6日，滙控再發出新聞稿，指杜嘉祺將在同年9月30日正式離任滙控集團主席及董事會成員，而在選擇繼任人選期間，將會繼續擔任集團行政總裁和董事會的策略顧問。同日，友邦保險發出官方新聞稿，宣佈現任獨立非執行主席及獨立非執行董事謝仕榮將於9月30日退任，杜嘉祺將於10月1日重返友邦接任。

### 其他公職
活躍商界的杜嘉祺亦擔任不少相關公職，例如在2019年至2022年擔任英國金融業界組織TheCityUK主席，任內在2022年為該組織舉辦首屆周年國際會議。他其他歷任職務包括英國首相重建美好理事會理事、國際商會貿易融資顧問⼩組成員、英國跨國企業主席小組主席、麥健時公司外部諮詢小組成員、英國政府國際貿易部貿易諮詢⼩組（金融服務）成員，以及同樣由英國政府設立的英國投資理事會理事等。
在亞洲地區，杜嘉祺現任和擔任過的職務包括北京市市長國際企業家顧問會議成員、上海市市長國際企業家諮詢會議顧問和印度B20經濟賦權金融包容性工作小組聯席主席，並於2023年3月獲香港特別行政區行政長官李家超委任為特首顧問團區域與環球協作分組顧問、2023年9月獲任命為中國國家金融監督管理總局國際諮詢委員會委員，以及在2023年10月獲委任為沙地阿拉伯王國最高國家投資委員會轄下的投資顧問理事會理事。在非洲地區，他亦擔任總部設於南非的專門保險企業發現有限公司非執行主席。
杜嘉祺其他現任和曾任的職務尚有愛丁堡節慶協會非執行董事、愛丁堡國際藝術節國際顧問局成員、英國香港工商協會委員會委員、美國紐約亞洲協會信託人委員會成員、彼得森國際經濟研究所董事、國際金融協會董事、亞洲企業領袖協會會員、特許管理學會成員、香港大學亞洲環球研究所成員、香港中文大學副教授，以及旨在關注氣候變化的全球性商界團體Chapter Zero後援主席等。為肯定其在推動英國經濟發展方面的表現，杜嘉祺在2024年英皇壽辰授勳名單獲冊封為下級勳位爵士。此前，他亦在2009年獲越南國家主席阮明哲頒授越南國家友誼獎章，對其在推動越南金融服務行業發展的表現予以肯定。

## 個人生活
杜嘉祺已婚，育有一子一女。他的最大興趣是足球，是車路士足球會的忠實支持者。杜嘉祺以工作勤奮著稱，能夠配合公司不同時區的業務不休地工作，經常到深宵時份仍不斷在發電郵。不過，他在2017年情願減薪由友邦保險轉往滙控以非執行性質出任工作量較輕的主席一職，有說是為了花更多時間陪伴一對尚在求學階段的子女。

## 榮譽

### 殊勳
- 以下列出榮譽全稱及縮寫：
  - 越南國家友誼獎章 （越南；2009年[4]）
  - 下級勳位爵士（Kt.） （2024年英皇壽辰授勳名單[62]）

### 榮譽學位
- 榮譽法學博士
  - 利茲大學 （2022年7月[5]）

## 外部連結
- 滙豐控股官方網站 （页面存档备份，存于）
  - 歷年年報 （页面存档备份，存于）
- 友邦保險控股有限公司 （页面存档备份，存于）
  - 歷年年報 （页面存档备份，存于）
- 英國保誠有限公司集團 （页面存档备份，存于）
  - 歷年年報

| 商界職務        | 商界職務                                                                          | 商界職務              |
| --------------- | --------------------------------------------------------------------------------- | --------------------- |
| 前任者： 潘博文 | 英國保誠有限公司集團行政總裁 2005年–2009年                                        | 繼任者： 譚天忠       |
| 前任者： 麥智信 | 友邦保險控股有限公司首席執行官兼總裁 （2011年前稱主席兼首席執行官） 2010年–2017年 | 繼任者： 黃經輝       |
| 前任者： 范智廉 | 滙豐控股有限公司集團主席 2017年–                                                  | 繼任者： 現任         |
| 其他職務        |                                                                                   |                       |
| 前任者： 麥法蘭 | TheCityUK主席 2019年–2022年                                                       | 繼任者： 黎誠恩女爵士 |